# Eurya kerigomnica
Eurya kerigomnica är en tvåhjärtbladig växtart som beskrevs av W.R. Barker. Eurya kerigomnica ingår i släktet Eurya och familjen Pentaphylacaceae. Inga underarter finns listade i Catalogue of Life.